# فرودگاه تزیروآنوماندیدو
فرودگاه تزیروآنوماندیدو (به لاتین: Tsiroanomandidy Airport) یک منطقهٔ مسکونی در ماداگاسکار است که در بونگولاوا واقع شده‌است.